# Championnat de Belgique de football de deuxième division 1931-1932
Navigation
saison précédente saison suivante
Cette page présente la dix-huitième édition du championnat  Division 1 (D2) belge.
À l'occasion de cette saison "1931-1932", le 2e niveau national belge est de nouveau joué sous la forme de deux poules équivalente dont chaque champion est promu parmi l'élite nationale. La Fédération belge va conserver ce principe jusqu'en 1952.
Le TSV Lyra crée la surprise en résistant au R. SC Anderlechtois, relégué de Division d'Honneur à la fin de la saison précédente. Dans l'autre série, le R. Racing CB se détache rapidement et s'impose plus aisément.
Le Turn en Sport Vereniging Lyra devient le neuvième club de la Province d'Anvers à rejoindre l'élite nationale belge (le 36e club différent).
- Le nom des clubs est celui employé à l'époque.

## Clubs participants
Vingt-huit clubs prennent part à cette édition, soit le double de la saison précédente. Les équipes sont réparties en deux séries de 14 formations.

### Série A
| #  | Nom                                       | Mat. | Ville              | Stades                 | En D2 depuis    | Total en D2 | S. précédente         |
| -- | ----------------------------------------- | ---- | ------------------ | ---------------------- | --------------- | ----------- | --------------------- |
| 1  | Sporting Club Anderlechtois               | 35   | Anderlecht         | stade Emile Versé      | 1931-1932 (1re) | 7 saisons   | Div. d'Honneur 14e    |
| 2  | Turn en Sportvereniging Lyra              | 52   | Lierre             | Lyrastadion            | 1913-1914 (14e) | 14 saisons  | 5e                    |
| 3  | Royal Uccle Sport                         | 15   | Uccle              | chaussée de Neerstalle | 1923-1924 (9e)  | 14 saisons  | 10e                   |
| 4  | Belgica Football Club Edegem              | 375  | Edegem             | ??                     | 1930-1931 (2e)  | 2 saisons   | 7e                    |
| 5  | Association Royale Athlétique La Gantoise | 7    | Gentbrugge         | Jules Ottendstadion    | 1929-1930 (3e)  | 7 saisons   | 4e                    |
| 6  | Cercle Sportif La Forestoise              | 51   | Forest             | stade communal         | 1927-1928 (5e)  | 9 saisons   | 6e                    |
| 7  | Sportkring Roulers                        | 134  | Roulers            | Schierveld             | 1929-1930 (3e)  | 3 saisons   | 11e                   |
| 8  | Association Sportive Ostendaise           | 53   | Ostende            | Albertpark             | 1931-1932 (1re) | 5 saisons   | 1re Promotion Série A |
| 9  | Sportkring Hoboken                        | 285  | Hoboken            | ??                     | 1931-1932 (1re) | 1 saison    | 1re Promotion Série B |
| 10 | Club Renaisien                            | 46   | Renaix             | Parc Lagache           | 1931-1932 (1re) | 1 saison    | 2e Promotion Série A  |
| 11 | Borgerhoutsche Sportkring                 | 84   | Borgerhout         | ??                     | 1931-1932 (1re) | 1 saison    | 2e Promotion Série B  |
| 12 | Knokke Football Club                      | 101  | Knokke             | ??                     | 1931-1932 (1re) | 1 saison    | 3e Promotion Série A  |
| 13 | Sint-Niklaassche Sportkring               | 221  | Saint-Nicolas/Waas | ??                     | 1931-1932 (1re) | 1 saison    | 4e Promotion Série A  |
| 14 | Boom Football Club                        | 58   | Boom               | ??                     | 1931-1932 (1re) | 7 saisons   | 4e Promotion Série B  |

### Localisations Série A
| \| Anvers · Borgerhoutsche SK · SK Hoboken · Belgica FC Edegem Bruxelles · R. Uccle Sport · SC Anderlechtois · CS La Forestoise Anvers Lyra Boom FC St-Niklaassche SK Knokke FC AS Ostendaise La Gantoise Bruxelles Club Renaisien SK Roulers \| Localisation des clubs engagés en Division 1A 1931-1932 |
| Anvers · Borgerhoutsche SK · SK Hoboken · Belgica FC Edegem Bruxelles · R. Uccle Sport · SC Anderlechtois · CS La Forestoise Anvers Lyra Boom FC St-Niklaassche SK Knokke FC AS Ostendaise La Gantoise Bruxelles Club Renaisien SK Roulers                                                               |

### Série B
| #  | Nom                                   | Mat. | Ville        | Stades                 | En D2 depuis    | Total en D2 | S. précédente         |
| -- | ------------------------------------- | ---- | ------------ | ---------------------- | --------------- | ----------- | --------------------- |
| 1  | Racing Football Club Montegnée        | 77   | Montegnée    | ??                     | 1931-1932 (1re) | 4 saisons   | Div. d'Honneur 13e    |
| 2  | Royal Racing Club de Bruxelles        | 6    | Uccle        | Vivier d'Oie           | 1930-1931 (2e)  | 3 saisons   | 3e                    |
| 3  | Royal Tilleur Football Club           | 21   | Ougrée       | stade du Pont d'Ougrée | 1929-1930 (3e)  | 16 saisons  | 13e                   |
| 4  | Royal Football Club Liégeois          | 4    | Rocourt      | stade Vélodrome        | 1924-1925 (8e)  | 15 saisons  | 14e                   |
| 5  | Charleroi Sporting Club               | 22   | Charleroi    | rue du Spinoy          | 1929-1930 (3e)  | 4 saisons   | 9e                    |
| 6  | Club Sportif de Schaerbeek            | 55   | Schaerbeek   | Parc Josaphat          | 1930-1931 (2e)  | 4 saisons   | 8e                    |
| 7  | Royal Excelsior Football Club Hasselt | 37   | Hasselt      | ??                     | 1930-1931 (2e)  | 9 saisons   | 12e                   |
| 8  | Racing Club Tirlemont                 | 132  | Tirlemont    | ??                     | 1931-1932 (1re) | 1 saison    | 1re Promotion Série C |
| 9  | Royal Football Club Sérésien          | 17   | Seraing      | stade du Pairay        | 1931-1932 (1re) | 3 saisons   | 2e Promotion Série C  |
| 10 | White Star Woluwe Athletic Club       | 47   | Woluwe-St-L. | rue de Kelle           | 1931-1932 (1re) | 8 saisons   | 3e Promotion Série B  |
| 11 | Royal Club Sportif Verviétois         | 8    | Verviers     | ??                     | 1931-1932 (1re) | 9 saisons   | 3e Promotion Série C  |
| 12 | Royal Stade Louvaniste                | 18   | Louvain      | ??                     | 1931-1932 (1re) | 13 saisons  | 4e Promotion Série C  |
| 13 | Royal Football Club Bressoux          | 23   | Bressoux     | ??                     | 1931-1932 (1re) | 10 saisons  | 5e Promotion Série B  |
| 14 | Turnhoutsche Sportkring Hand-in-Hand  | 210  | Turnhout     | ??                     | 1931-1932 (1re) | 1 saison    | 5e Promotion Série C  |

### Localisations Série B
| \| Bruxelles · Racing CB · White Star AC · CS Schaerbeek Liège · R. FC Liègeois · R. FC Sérésien · R. Tilleur FC · R. FC Bressoux · Racing FC Montegnée Turnhoutsche SK Bruxelles Louvain Exc. FC Hasselt RC Tirlemont Liège CS Verviétois Sp. Charleroi \| Localisation des clubs engagés en Division 1B 1931-1932 |
| Bruxelles · Racing CB · White Star AC · CS Schaerbeek Liège · R. FC Liègeois · R. FC Sérésien · R. Tilleur FC · R. FC Bressoux · Racing FC Montegnée Turnhoutsche SK Bruxelles Louvain Exc. FC Hasselt RC Tirlemont Liège CS Verviétois Sp. Charleroi                                                               |

### Localisation des clubs anversois
Les 3 clubs anversois sont:
(8) SK Hoboken (A)
(10) Belgica FC Edegem (A)
Borgerhoutsche SK (A)

### Localisation des clubs bruxellois
Les 6 cercles bruxellois sont :
(6) SC Anderlechtois (A)
(8) CS La Forestoise (A)
(9) R. Uccle Sport (A)
(10) R. Racing CB (B)
(12) CS Schaerbeek (B)
(14) White Star AC (B)

### Localisation des clubs liégeois
Les 5 cercles liégeois sont :
(1) FC Liégeois (B)
(4) Racing FC Montegnée (B)
(9) FC Sérésien (B)
 (11) R. Tilleur FC (B)
(16) R. FC Bressoux (B)

## Classements
- Le nom des clubs est celui employé à l'époque

Légende
- Champion & Promu en Division d'Honneur
- clubs relégué en Promotion (D3)

Abréviations
 : Relégué de Division d'Honneur 1930-1931

 : Promus de Promotion 1930-1931

### Division 1 A
| Rang | Équipe            | Pts | J  | G  | N  | P  | Bp | Bc | Diff |
| ---- | ----------------- | --- | -- | -- | -- | -- | -- | -- | ---- |
| 1    | TSV LYRA          | 36  | 26 | 16 | 4  | 6  | 80 | 37 | +43  |
| 2    | SC Anderlechtois  | 33  | 26 | 15 | 3  | 8  | 68 | 48 | +20  |
| 3    | R. Uccle Sport    | 30  | 26 | 13 | 4  | 9  | 89 | 77 | +12  |
| 4    | Boom FC           | 29  | 26 | 11 | 7  | 8  | 61 | 62 | -1   |
| 5    | Belgica FC Edegem | 28  | 26 | 12 | 4  | 10 | 78 | 68 | +10  |
| 6    | SK Hoboken        | 27  | 26 | 12 | 3  | 11 | 58 | 58 | 0    |
| 7    | AS Ostendaise     | 27  | 26 | 12 | 3  | 11 | 50 | 54 | -4   |
| 8    | ARA La Gantoise   | 25  | 26 | 7  | 11 | 8  | 60 | 54 | +6   |
| 9    | CS La Forestoise  | 24  | 26 | 11 | 2  | 13 | 69 | 61 | +8   |
| 10   | Borgerhoutsche SK | 23  | 26 | 10 | 3  | 13 | 57 | 59 | -2   |
| 11   | Club Renaisien    | 23  | 26 | 11 | 1  | 14 | 58 | 66 | -8   |
| 12   | Knokke FC         | 22  | 26 | 9  | 4  | 13 | 46 | 62 | -16  |
| 13   | St-Niklaassche SK | 21  | 26 | 8  | 5  | 13 | 59 | 86 | -27  |
| 14   | SK Roulers        | 16  | 26 | 6  | 4  | 16 | 34 | 75 | -41  |

### Division 1 B
| Rang | Équipe                 | Pts | J  | G  | N | P  | Bp | Bc | Diff |
| ---- | ---------------------- | --- | -- | -- | - | -- | -- | -- | ---- |
| 1    | R. RACING CB           | 41  | 26 | 19 | 3 | 4  | 76 | 42 | +34  |
| 2    | R. Tilleur FC          | 34  | 26 | 15 | 4 | 7  | 57 | 45 | +12  |
| 3    | R. CS Verviétois       | 32  | 26 | 13 | 6 | 7  | 77 | 62 | +15  |
| 4    | CS Schaerbeekois       | 30  | 26 | 12 | 6 | 8  | 63 | 61 | +2   |
| 5    | R. FC Sérésien         | 28  | 26 | 11 | 6 | 9  | 67 | 54 | +13  |
| 6    | White Star Woluwé AC   | 26  | 26 | 10 | 6 | 10 | 74 | 53 | +21  |
| 7    | Turnhoutse SK HIH      | 26  | 26 | 11 | 4 | 11 | 54 | 63 | -9   |
| 8    | Excelsior FC Hasselt   | 26  | 26 | 12 | 2 | 12 | 62 | 73 | -11  |
| 9    | R. FC Liégeois         | 24  | 26 | 10 | 4 | 12 | 58 | 63 | -5   |
| 10   | RC Tirlemont           | 22  | 26 | 8  | 6 | 12 | 45 | 51 | -6   |
| 11   | R. Stade Louvaniste    | 21  | 26 | 7  | 7 | 12 | 54 | 64 | -10  |
| 12   | R. Racing FC Montegnée | 20  | 26 | 6  | 8 | 12 | 62 | 83 | -21  |
| 13   | R. FC Bressoux         | 18  | 26 | 7  | 4 | 15 | 57 | 69 | -12  |
| 14   | R. Charleroi SC        | 16  | 26 | 6  | 4 | 16 | 50 | 73 | -23  |

## Déroulement de la saison

### Résultats des rencontres - Série A
| Résultats (▼dom., ►ext.)                                   | 1 | 2 | 3 | 4 | 5 | 6 | 7 | 8 | 9 | 10 | 11 | 12 | 13 | 14 |
|                                                            |   | - | - | - | - | - | - | - | - | -  | -  | -  | -  | -  |
|                                                            | - |   | - | - | - | - | - | - | - | -  | -  | -  | -  | -  |
|                                                            | - | - |   | - | - | - | - | - | - | -  | -  | -  | -  | -  |
|                                                            | - | - | - |   | - | - | - | - | - | -  | -  | -  | -  | -  |
|                                                            | - | - | - | - |   | - | - | - | - | -  | -  | -  | -  | -  |
|                                                            | - | - | - | - | - |   | - | - | - | -  | -  | -  | -  | -  |
|                                                            | - | - | - | - | - | - |   | - | - | -  | -  | -  | -  | -  |
|                                                            | - | - | - | - | - | - | - |   | - | -  | -  | -  | -  | -  |
|                                                            | - | - | - | - | - | - | - | - |   | -  | -  | -  | -  | -  |
|                                                            | - | - | - | - | - | - | - | - | - |    | -  | -  | -  | -  |
|                                                            | - | - | - | - | - | - | - | - | - | -  |    | -  | -  | -  |
|                                                            | - | - | - | - | - | - | - | - | - | -  | -  |    | -  | -  |
|                                                            | - | - | - | - | - | - | - | - | - | -  | -  | -  |    | -  |
|                                                            | - | - | - | - | - | - | - | - | - | -  | -  | -  | -  |    |
| - Victoire à domicile - Match nul - Victoire à l'extérieur |   |   |   |   |   |   |   |   |   |    |    |    |    |    |

### Résultats des rencontres - Série B
| Résultats (▼dom., ►ext.)                                   | 1 | 2 | 3 | 4 | 5 | 6 | 7 | 8 | 9 | 10 | 11 | 12 | 13 | 14 |
|                                                            |   | - | - | - | - | - | - | - | - | -  | -  | -  | -  | -  |
|                                                            | - |   | - | - | - | - | - | - | - | -  | -  | -  | -  | -  |
|                                                            | - | - |   | - | - | - | - | - | - | -  | -  | -  | -  | -  |
|                                                            | - | - | - |   | - | - | - | - | - | -  | -  | -  | -  | -  |
|                                                            | - | - | - | - |   | - | - | - | - | -  | -  | -  | -  | -  |
|                                                            | - | - | - | - | - |   | - | - | - | -  | -  | -  | -  | -  |
|                                                            | - | - | - | - | - | - |   | - | - | -  | -  | -  | -  | -  |
|                                                            | - | - | - | - | - | - | - |   | - | -  | -  | -  | -  | -  |
|                                                            | - | - | - | - | - | - | - | - |   | -  | -  | -  | -  | -  |
|                                                            | - | - | - | - | - | - | - | - | - |    | -  | -  | -  | -  |
|                                                            | - | - | - | - | - | - | - | - | - | -  |    | -  | -  | -  |
|                                                            | - | - | - | - | - | - | - | - | - | -  | -  |    | -  | -  |
|                                                            | - | - | - | - | - | - | - | - | - | -  | -  | -  |    | -  |
|                                                            | - | - | - | - | - | - | - | - | - | -  | -  | -  | -  |    |
| - Victoire à domicile - Match nul - Victoire à l'extérieur |   |   |   |   |   |   |   |   |   |    |    |    |    |    |

### Attribution du titre de «Champion de Division 1»
Ce match a une valeur honorifique.
| Date       | Équipe 1     | Équipe 2 | Score | Remarques |
| ---------- | ------------ | -------- | ----- | --------- |
| ??/??/1932 | R. Racing CB | TSV Lyra | ?-?   |           |

Note: Apparemment il semble que d'autres "matches pour le titre" ont lieu lorsque le 2e niveau compte deux séries. Mais malhaureusement on ne retrouve pas toujours de traces fiables de ces rencontres. Le cas de figure se reproduit par la suite aux 3e puis 4e niveaux nationaux qui comptent toujours plus d'une série. Si des matches entre les champions de série sont disputés à certaines époques, le titre "d'unique" champion n'aura jamais valeur officielle et le fait de remporter une série équivaut à un titre au niveau concerné.

## Récapitulatif de la saison
- Champion A  : TSV Lyra (1er titre en D2)
- Champion B: R. Racing CB (2e titre en D2)
- Cinquième titre de "D2" pour la Province d'Anvers.
- Sixième titre de "D2" pour la Province de Brabant.

| Région flamande (13)            | Région flamande (13) | Province de Brabant (8)      | Province de Brabant (8) | Région wallonne (7)    | Région wallonne (7) |
| ------------------------------- | -------------------- | ---------------------------- | ----------------------- | ---------------------- | ------------------- |
| Province d'Anvers               | 6                    | Région de Bruxelles-Capitale | 6                       | Province de Hainaut    | 1                   |
| Province de Flandre-Occidentale | 3                    | Province du Brabant flamand  | 2                       | Province de Liège      | 6                   |
| Province de Flandre-Orientale   | 3                    | Province du Brabant wallon   | 0                       | Province de Luxembourg | 0                   |
| Province de Limbourg            | 1                    |                              |                         | Province de Namur      | 0                   |

1. ↑  Au niveau footballistique, la province de Brabant est toujours unitaire malgré sa partition territoriale en 1995.

## Montée / Relégation
Le TSV Lyra et le R. Racing CB montent en Division d'Honneur.
Le R. FC Bressoux, le R. Charleroi SC, le SK Roeselare, et St-Niklaassche SK sont relégués en Promotion (D3) et remplacés par le SV Blankenberge, VV Oude God Sport, la R. Union Hutoise FC et le Stade Waremmien FC.

## Début en D2
Sept clubs jouent pour la première fois au 2e niveau national du football belge. Ils sont les 56e, 57e, 58e, 59e, 60e, 61e et 62e clubs différents à y apparaître.
- SK Hoboken, Borgerhoutsche SK et Turnouhtsche SK HIH 11e, 12e et 13e clubs anversois différents en D2 ;
- RC Tirlemont 11e club brabançon différent en D2 ;
- Knokke FC 7e club flandrien occidental différent en D2 ;
- Club Renaisien et St-Niklaassche SK 6e et 7e clubs flandrien oriental différents en D2 ;